# Uske pantalone
Uske pantalone šesti je studijski album Lepe Brene i Slatkog greha. Objavljen je 27. studenog 1986. preko izdavačke kuće PGP RTB.
Ovo je Brenin sedmi od dvanaest albuma sa Slatkim grehom.
Album je prodan u nakladi od 600 000 primjeraka. 

## Popis pjesama
| Br. | Skladba                | Trajanje |
| --- | ---------------------- | -------- |
| 1.  | »Uske pantalone«       | 2:32     |
| 2.  | »Sviraj Rock 'n' Roll« | 3:09     |
| 3.  | »Disko urnebes«        | 2:38     |
| 4.  | »Oj, Dragana, Dragana« | 2:44     |
| 5.  | »Zakuni se«            | 3:29     |
| 6.  | »Moja roso«            | 2:37     |
| 7.  | »Okrećeš mi leđa«      | 3:43     |
| 8.  | »Širi dragi ruke«      | 2:40     |
| 9.  | »Pazi šta radiš«       | 3:01     |
| 10. | »Afrika«               | 3:02     |

## Izdanja
| Regija          | Datum              | Format(i)  | Izdavač | Ref.  |
| --------------- | ------------------ | ---------- | ------- | ----- |
| SFR Jugoslavija | 27. studenog 1986. | LP, kaseta | PGP RTB | [ 1 ] |